# Interaktív tábla

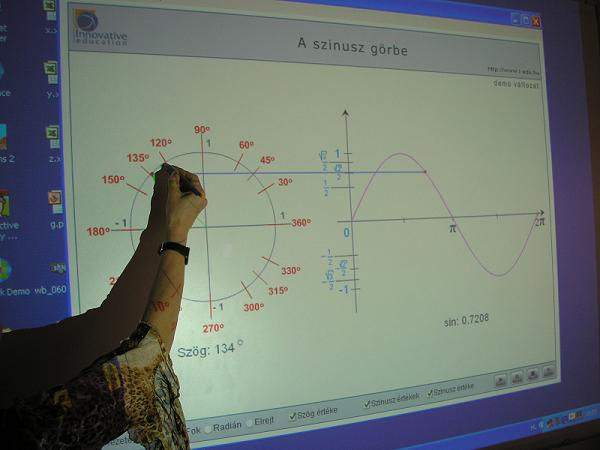

Az interaktív tábla olyan, az üzleti szférában és a pedagógiában is jól hasznosítható információs és kommunikációs technológiai (IKT) eszköz, amely egy szoftver segítségével kapcsolja össze a táblát egy számítógéppel (és projektorral) úgy, hogy annak vezérlése a tábláról lehetséges lesz, szoftverében objektumokat tudunk mozgatni, illetve a táblára került tartalmak háttértárolóra menthetővé válnak.
Magyarországon több mint tízféle, különböző tulajdonságokkal rendelkező táblatípus van forgalomban.
Az első interaktív táblákat az irodában való használatra tervezték és gyártották. A PARC 1990 körül fejlesztette ki. Ezt a táblát először kiscsoportos találkozókon használták fel.
Az interaktív táblaipar értékesítése 2008-ban elérte az 1 milliárd dollárt, 2011-ig az osztályok 14%-ában elvárható volt az interaktív tábla jelenléte.

## Általános használat
Az interaktív tábla lehet egy önálló számítógép vagy egy működőképes érintőpad a számítógépek számára. Az eszközvezérlő általában a csatlakoztatott számítógépre van telepítve, hogy az interaktív tábla emberi bemeneti eszközként (például egérként) működjön. A számítógép videokimenete egy projektorhoz van csatlakoztatva, így a képek az interaktív táblán megjeleníthetők. A felhasználó ezután kalibrálja a tábla képét úgy, hogy a kép pozícióját a táblához viszonyítja. Ezután kézzel vagy más eszközökkel használhatóak a programok, úgy mint általában egy egérrel. Ha szövegbevitelre van szükség, a felhasználó előhívhat egy digitális billentyűzetet, vagy ha a tábla szoftvere engedélyezi ezt, használhatja a kézírás-felismerést. Ezáltal feleslegessé válik a számítógép billentyűzetének használata. Mivel az interaktív tábla ugyanarra képes , mint  az egér és a billentyűzet, a felhasználó könnyedén tarthat egy bemutatót vagy egy tanórát kizárólag a tábla segítségével.

## Tantermi felhasználások
Egyes tantermekben az interaktív táblák felváltották a hagyományos táblákat  vagy a video/médiarendszereket, például a DVD-lejátszó és a TV kombinációját. Még ott is, ahol hagyományos táblákat használnak, az IWB gyakran kiegészíti azokat az iskolahálózat digitális videóelosztó rendszeréhez való csatlakozással. Más esetekben az IWB-k kölcsönhatásba lépnek online megosztott szöveggel (dokumentum)  és rajzi környezetekkel, például interaktív vektor alapú grafikus webhelyekkel.Rövid oktatási blokkok rögzíthetők, hogy a tanulók áttekinthessék – pontosan azt a prezentációt fogják látni, amely az osztályteremben történt a tanár hangbemenetével. Ez segíthet átalakítani a tanulást és az oktatást.Számos vállalat és projekt most kifejezetten interaktív táblákhoz tervezett kiegészítő oktatóanyagok létrehozására összpontosít. Az IWB egyik közelmúltbeli felhasználása a megosztott olvasási órákban. A mimikai könyvek például lehetővé teszik a tanárok számára, hogy gyermekkönyveket vetítsenek az interaktív táblára könyvszerű interaktivitás segítségével.

## Kritikák
A Washington Post 2010. június 11-i cikke szerint:
"Sok akadémikus megkérdőjelezi az iparág által támogatott tanulmányokat, amelyek a javított teszteredményeket termékeikhez kapcsolják. És vannak, akik tovább mennek. Azzal érvelnek, hogy a jövő legelterjedtebb eszköze, az interaktív tábla – lényegében egy óriási interaktív számítógép-képernyő, amely Amerika-szerte hatalmat gyakorol a táblák felett az osztálytermekben – bezárja a tanárokat a 19. századi kis oktatási modellek együttműködési modelljébe."
Ugyanez a cikk idézi Larry Cubant, a Stanford Egyetem oktatási emeritus professzorát is:
"Aligha van olyan kutatás, amely egyértelműen kimutatná, hogy bármilyen interaktív tábla javítja a tanulmányi eredményeket."
A Középiskolai Iskolaigazgatók Országos Szövetségének webhelyén közzétett cikk az interaktív táblák előnyeit és hátrányait részletezi.
A Londoni Oktatási Intézet interaktív táblákkal kapcsolatos jelentése szerint:
"Bár a tanulók kezdetben üdvözölték a technológia újdonságait, úgy tűnik, hogy a motiváció minden növekedése rövid életű. A statisztikai elemzések azt mutatták, hogy az első évben, amikor az osztályok teljesen felszereltek voltak, nem volt hatással a tanulók teljesítményére."A jelentés a következő problémákat emelte ki:
"Néha a tanárok jobban összpontosítottak az új technológiára, mint arra, amit a tanulóknak tanulniuk kell.Az interaktivitásra, mint technikai folyamatra való összpontosítás néhány viszonylag hétköznapi tevékenység túlértékeléséhez vezethet. Az interaktivitás ilyen jellegű hangsúlyozása különösen az alacsonyabb képességű tanulók osztályaiban volt jellemző."

## Lehetséges problémák
Az alkoholos filcek  és a szokásos szárazon törölhető markerek használata problémákat okozhat egyes interaktív táblafelületeken, mivel az interaktív tábla felületei leggyakrabban melaminból készülnek, amelyet pórusok alkotnak , egy festett felület, amely képes elnyelni a tintát. A szúrások, horpadások és egyéb felületi sérülések szintén kockázatot jelentenek.
Egyes pedagógusok úgy találták, hogy az interaktív táblák használata egy ősi tanítási módszert erősít meg: a tanár beszél, a diákok pedig hallgatnak. Ez a tanítási modell ellentétes sok modern oktatási modellel szemben.

## Kapcsolható eszközök
Az interaktív táblákhoz különféle tartozékok állnak rendelkezésre:
•Személyes válaszrendszer (Personal_Response_System)– Lehetővé teszi a diákok számára, hogy válaszoljanak a táblára feltett tesztkérdésekre, vagy részt vegyenek szavazásokon és felméréseken.
•Nyomtató– Lehetővé teszi a táblafeljegyzések másolatainak készítését.
•Távirányító – Lehetővé teszi az előadó számára a tábla vezérlését a szoba különböző részeiről, és kiküszöböli a képernyőn megjelenő eszköztárakat.
•Táblagép – Lehetővé teszi, hogy a tanulók a szoba elejétől távol irányítsák a táblát.
•Projektor– Lehetővé teszi a számítógépes kijelző kivetítését a táblára. Egyes gyártóktól beszerezhetők „rövid vetítésű”( vetítési távolsága rövid) projektorok, amelyek közvetlenül a tábla fölé szerelhetők, minimalizálva az árnyékhatásokat.
•Vezeték nélküli egység – Lehetővé teszi, hogy az interaktív tábla a számítógéphez vezető vezetékek nélkül működjön, pl. Bluetooth.

## Csoportosítási szempontok
1. Tábla vagy nem tábla? – Alapvetően kétféle típusa létezik a táblának aszerint, hogy mit fogunk kapni a vásárlás után.
  1. a vásárláskor egy valóságos, nagy méretű táblát kapunk,
  2. egy nagyobb dobozban is elférő kiegészítő eszközt, amely a fehértáblát alakítja át interaktív felületté.
2. Technológiai alapon – A különböző táblagyártók háromféle technológiai módon oldották meg, hogy bemeneti perifériaként tudjon működni az eszköz: 
  1. fizikai érintést érzékelnek,
  2. ultra- illetve infrahangosak,
  3. elektromágneses elven működő táblák.

## Külső hivatkozások
- Interaktív tábla.lap.hu – Linkgyűjtemény
- OKM által segített wiki
- Módszertani segítség interaktív táblákhoz Archiválva 2007. december 19-i dátummal a Wayback Machine-ben
- Interaktív tábla tanfolyami képek[halott link]
- Az interaktív táblákkal kapcsolatban